# Simon Grundel-Helmfelt

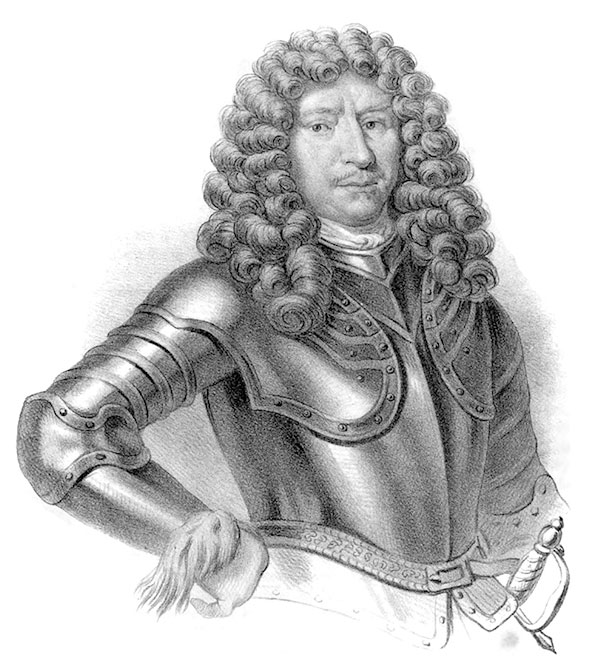
Simon Grundel-Helmfeldt

Simon Grundel-Helmfelt (*  25. September 1617 in Stockholm; † 14. Juli 1677 bei Landskrona) war ein schwedischer Feldmarschall und Reichsrat.

## Leben
Simon Grundel-Helmfelt kämpfte im Dreißigjährigen Krieg auf Seiten der schwedischen Armee: Er nahm im Jahre 1642 an der Schlacht bei Breitenfeld teil und wurde fünf Jahre später für seine militärischen Verdienste zum Ritter ernannt. 1646 wurde er in der Schlacht bei Rain am Lech an seinem Arm verletzt. Drei Jahre später wurde er zum Oberst der Artillerie und 1655 zum Generalmajor der Infanterie befördert.
Im Jahre 1656 ernannte der schwedische König Grundel-Helmfelt zum Gouverneur von Riga. Im selben Jahr verteidigte er die Stadt erfolgreich gegen die russische Armee unter Alexei I. Zwei Jahre später wurde er Generalleutnant, 1659 Generalgouverneur von Schwedisch-Ingermanland und 1673 Mitglied des Reichsrates. 1676 kehrte er nach Stockholm zurück und wurde Oberbefehlshaber der schwedischen Armee während des Nordischen Krieges. Ein Jahr später verstarb er in der Schlacht bei Landskrona.